# Vesna Jovanović
Vesna Jovanovic, född 27 oktober 1983 i Subotica i Serbien, är en (tidigare) volleybollspelare (center).
Hon har på klubbnivå vunnit serbiska mästerskapet (2007), serbiska cupen (2007) och tjeckiska mästerskapet (2012) samt nått final i franska cupen (2008) och CEV Cup (2012). Hon utsågs till mest värdefulla spelare vid CEV Cup 2007-2008.